# St.-Paulus-Kirche (Filsum)

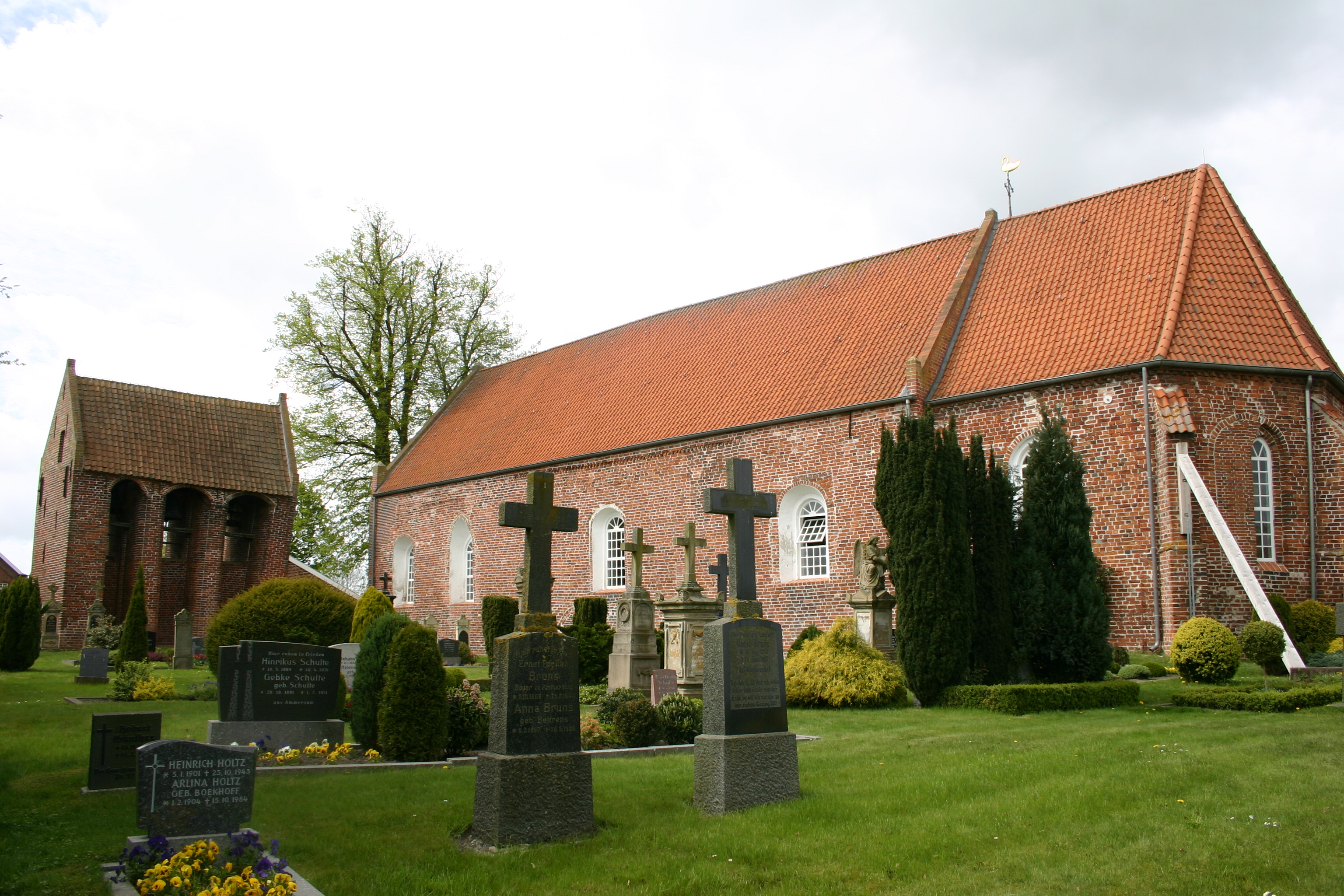
St.-Paulus-Kirche

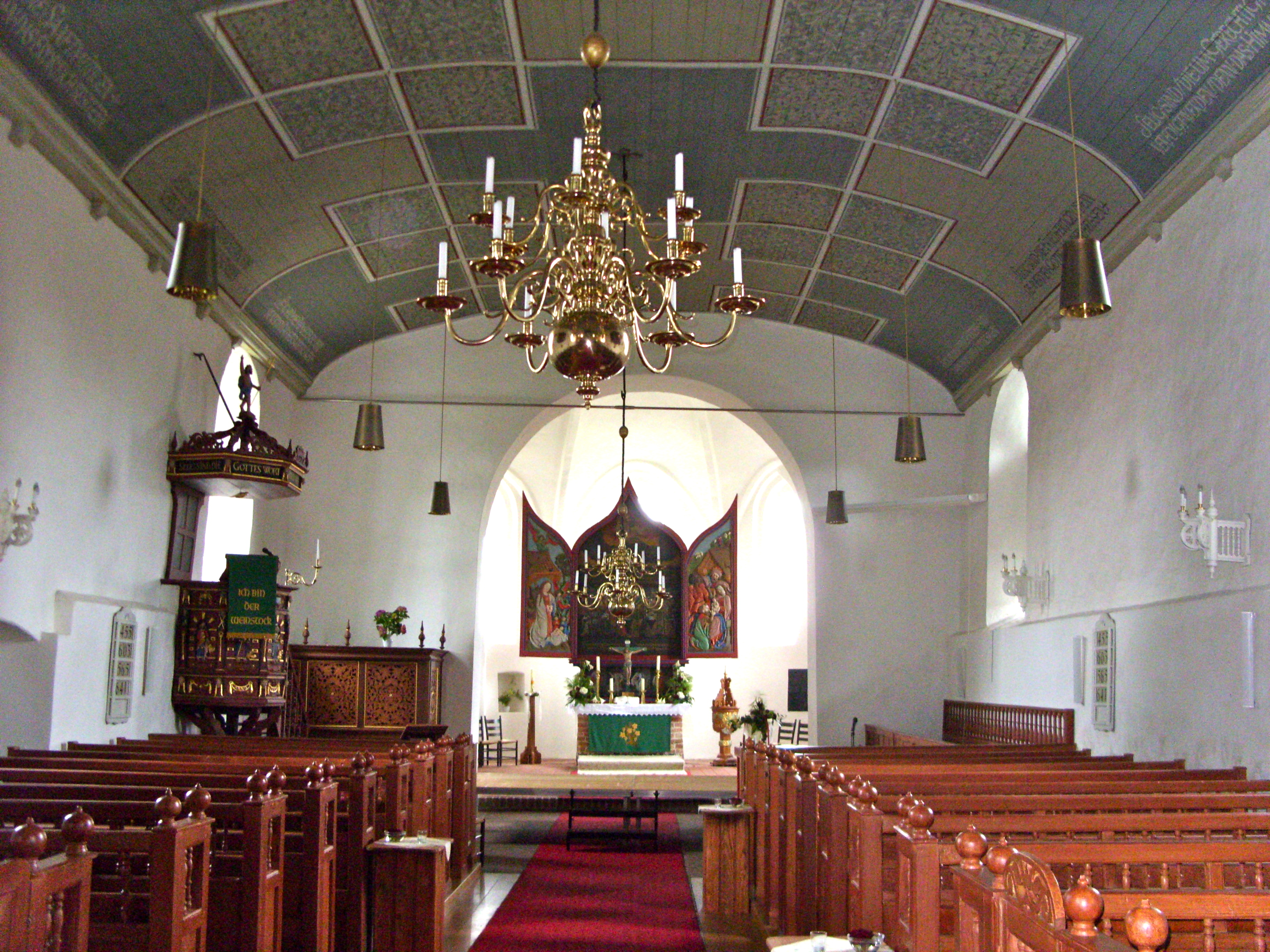
Blick in den Innenraum

Die evangelisch-lutherische St.-Paulus-Kirche ist eine einschiffige Saalkirche in Filsum, dem Verwaltungssitz der ostfriesischen Samtgemeinde Jümme. Die Kirche ist nach ihrem ehemaligen Schutzpatron Paulus benannt. Nach angenommenen Bauzeiten und erkennbaren Formen liegt das Schiff zwischen Romanik und Gotik, der Chor zwischen Gotik und Renaissance.

## Geschichte
Vermutlich hatte die heutige Kirche einen Vorgängerbau aus Holz.
Es ist unbekannt, wann der Bau der Steinkirche in Filsum begann. Vermutet wird, dass um die Mitte des 13. Jahrhunderts ein Saalbau mit halbrunder Apsis aus Backsteinen auf einer leicht erhöhten Fläche in der Ortsmitte errichtet wurde. Ende des 15. oder Ende des 16. Jahrhunderts ersetzte man die Apsis durch den heutigen Chor mit polygonalem 5/8-Schluss und zunächst schmalen hohen Fenstern. Die Fenster des Kirchenschiffes wurden nachträglich erweitert. Auch die Fenster des Chores wurden verändert.

## Architektur
Die St.-Paulus-Kirche ist eine einschiffige Saalkirche, deren Apsis nicht erhalten ist. Das Gebäude weist eine Länge von 25 Metern auf und ist 7,30 Meter breit. Der Chor ist gewölbt und siebeneckig. Am Westende befindet sich ein Portal mit drei Türen. Über der Haupttür sind mehrere Namen und die Jahreszahl 1787 angebracht. Ein Balken im Chor trägt die Jahreszahl 1597. Die Wände des Langhauses sind ungegliedert und mit einem Zackenfries verziert. An der Südwand befindet sich ein zugemauertes Portal. Die ursprünglich vorhandenen drei Fenster wurden erweitert und ein viertes hinzugefügt.
Der Choranbau ist durch einen Rundbogen vom Schiff abgetrennt und setzt den Kirchenraum nicht in gerader Linie fort, sondern ist leicht nach links abgeknickt. Es wird vermutet, dass der Kirchenraum den Körper des gekreuzigten Jesus und der Chor dessen nach links geneigtes Haupt darstellen soll. Der Chor hatte zur Zeit seiner Errichtung fünf Fenster. Davon sind zwei bis auf enge Öffnungen vermauert, das nördliche ist ganz geschlossen.
Das Kirchenschiff schließt nach oben mit einer rundbogenförmigen Holzdecke ab. Im Jahr 1976 wurde sie erneuert und vom Kirchenmaler Oetgen aus Delmenhorst ausgemalt. Sie ist unterteilt in einzelne Flächen, auf denen die Seligpreisungen zu lesen sind.
Wenn der Baugrund zu weich war, wurden die Glockenstühle in Ostfriesland freistehend errichtet, so auch in Filsum. Er stammt wie der Kirchenbau aus dem 13. Jahrhundert und wurde im Parallelmauer-Typ errichtet.

## Ausstattung

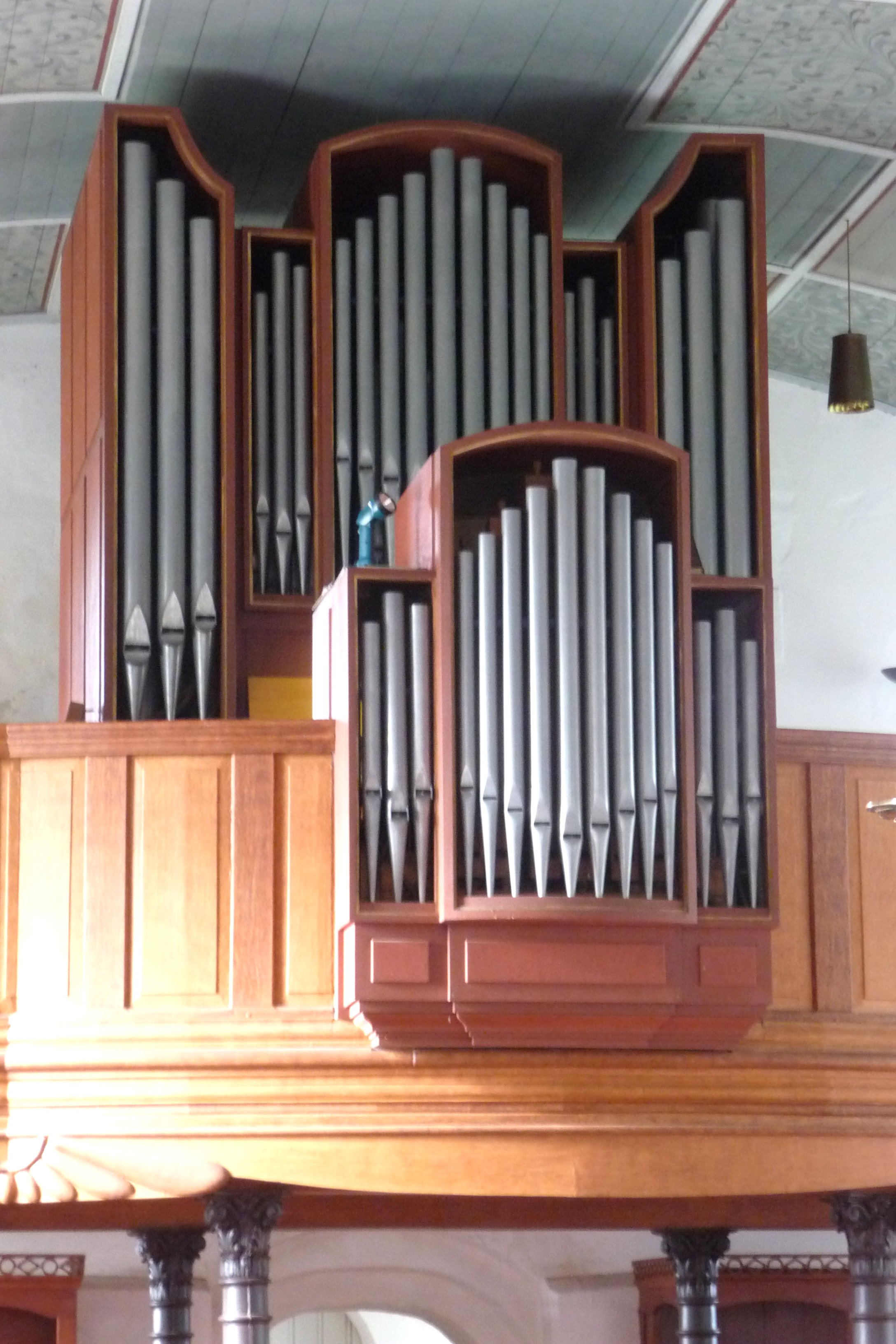
Prospekt mit Rückpositiv der Führer-Orgel von 1961

Der Altar ist möglicherweise ein nordniederländischer spätgotischer Flügelaltar aus der zweiten Hälfte des 15. Jahrhunderts. Den Mittelteil zierte wahrscheinlich ein Marienbildnis, das während der Reformation zerstört und durch eine Abendmahlsdarstellung ersetzt wurde. Auf den Innenseiten der Flügel befinden sich zwei große mittelalterliche Reliefs. Der rechte Flügel zeigt die Anbetung des Jesuskindes durch Maria und die Engel, der linke die Anbetung Jesu durch die Könige. Der Schrein und die Predella wurden nach der Mitte des 17. Jahrhunderts neu bemalt. Auf der Predella sind seither die vier Evangelisten dargestellt.
Die Kanzel aus dem Jahr 1660 schuf der Tischler, Bildschnitzer und Maler Tönnies Mahler aus Leer. Sie ist mit Reliefs der vier Evangelisten und Rundbögen mit Aposteln als Hermen dazwischen sowie Beschlagwerkornamenten versehen.
Das Kastengestühl mit Traljengittern und Knäufen wurde im Jahre 1687 aufgestellt, die Prieche mit durchbrochenen Ranken im 18. Jahrhundert. Die Vasa Sacra besteht aus einem einfachen, auf das Jahr 1815 datierten Kelch des Goldschmieds C. Hartmann aus Leer mit einer dazugehörigen Patene sowie einer 1915 hergestellten zinnernen Kanne mit dazugehöriger Dose der Firma James Dixon a. Sons aus Sheffield und einer neusilbernen Kanne von 1895. Der hölzerne Taufständer wurde um 1700 in Form eines Pokals geschaffen. Er hat einen reich mit Fruchtgehängen und Akanthusblättern verzierten Deckel. Die beiden Kronleuchter wurden 1707 und 1770 gestiftet.
Die Kirche erhielt relativ spät eine Orgel. Um 1800 wurde die Westempore errichtet, in die 1878 gegen den Widerstand einiger Gemeindemitglieder, vor allem aus Lammertsfehn, eine Orgel des Meisters Folkert Becker aus Hannover eingebaut wurde. Das Instrument wurde 1961 durch einen Neubau des Wilhelmshavener Orgelbauers Alfred Führer mit neuem Gehäuse ersetzt.

## Kirchengemeinde
Die St.-Paulus-Kirchengemeinde Filsum umfasst die Ortschaften Filsum, Stallbrüggerfeld, Lammertsfehn, Ammersum und Busboomsfehn mit etwa 1750 Gemeindegliedern.